# Carolin Paesler
Carolin Paesler (* 16. Dezember 1990 in Halberstadt) ist eine deutsche Leichtathletin, die sich auf den Hammerwurf spezialisiert hat. Daneben betreibt sie Rasenkraftsport.

## Sportliche Laufbahn
Paesler begann ihre sportliche Karriere beim VfB Germania Halberstadt, ihre Trainer waren Helmut Wilke, Volkmar Nothnagel und Martina Hiersemann. Dann wechselte die Athletin zu den Hallesche LA-Freunden, wo sie bis 2008 zwei Jahre lang durch ihre Mutter Ilka, früher eine aktive Rollschuhläuferin, einmal wöchentlich zum Training gebracht wurde. Ab dann besuchte sie das Sportgymnasium Halle/Saale. Von 2013 bis 2017 startete Paesler für die LG Eintracht Frankfurt. Zum Jahr 2018 setzt sie ihre Karriere beim TSV Bayer 04 Leverkusen fort.
Bei den Deutschen Meisterschaften 2013 und 2014 in Ulm gewann Paesler jeweils die Bronzemedaille, bei den Deutschen Meisterschaften 2017 in Erfurt wurde sie mit 69,51 m Deutsche Meisterin.
Ihr größter internationaler Erfolg bisher war eine Finalteilnahme bei den Europameisterschaften 2014, wo sie mit der Weite von 61,89 m den zehnten Platz erreichte. Die EM-Qualifikation war ihr mit ihrer persönlichen Bestleistung von 70,76 m beim Wurfmeeting „Sole-Cup“ am 27. Juni 2014 in Schönebeck (Elbe) gelungen.

## Bestleistungen
Jahresbestleistungen
| Jahr | Hammer 4 kg |
| ---- | ----------- |
| 2007 | 54,87 m     |
| 2008 | 60,47 m     |
| 2009 | 61,43 m     |
| 2010 | 63,55 m     |
| 2011 | 64,28 m     |
| 2012 | 65,18 m     |
| 2013 | 68,63 m     |
| 2014 | 70,76 m     |
| 2015 | 70,22 m     |
| 2016 | 68,52 m     |
| 2017 | 69,51 m     |

Persönliche Bestleistung
- Am 27. Juni 2014 warf Paesler 70,76 m beim Wurfmeeting „Sole-Cup“ in Schönebeck (Elbe).